# Robert Ladouceur
Pour les articles homonymes, voir Ladouceur.
Robert Ladouceur est un psychologue, chercheur et professeur québécois né en 1945. Il s'est distingué par ses travaux sur les jeux d'argent et de hasard.